# Royère-de-Vassivière
Royère-de-Vassivière é uma comuna francesa na região administrativa da Nova Aquitânia, no departamento de Creuse. Estende-se por uma área de 74,14 km². Em 2010 a comuna tinha 581 habitantes (densidade: 7,8 hab./km²).